# 托米诺
托米诺（法語：Tomino，法語發音：[tɔmino]）是法国上科西嘉省的一个市镇，属于巴斯蒂亚区。

## 地理
托米诺（42°56'45"N, 9°26'34"E）面积5.8 平方千米，位于法国上科西嘉省，该省份位于科西嘉北部，后者为地中海西部的一座岛屿，也是法国的一个单一领土集体，位于法国大陆部分的东南面，意大利半島的西面，最临近的地块是撒丁岛。
与托米诺接壤的市镇（或旧市镇、城区）包括：罗利亚诺。

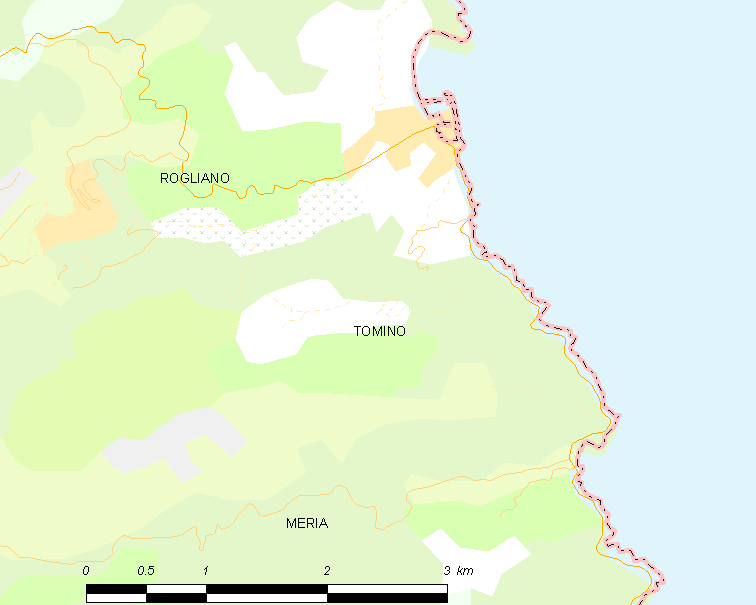
托米诺的OSM定位图

托米诺的时区为UTC+01:00、UTC+02:00（夏令时）。

## 行政
托米诺的邮政编码为20248，INSEE市镇编码为2B327。

## 政治
托米诺所属的省级选区为科西嘉角县。

## 人口

1962-2008年间托米诺人口变化图示

托米诺于2022年1月1日时的人口数量为179人。